# 北海道道30号三笠栗山線
北海道道30号三笠栗山線（ほっかいどうどう30ごう みかさくりやません）は、北海道三笠市と夕張郡栗山町を結ぶ道道（主要地方道）である。

## 概要
国道12号と国道234号の短絡ルートである。

### 路線データ
- 起点：北海道三笠市岡山（国道12号交点）
- 終点：北海道夕張郡栗山町朝日3丁目（国道234号交点）
- 総延長：24.737 km[1]
- 実延長：24.695 km[1]
- 重用延長：0.042 km[1]

### 道路管理者
- 空知総合振興局 札幌建設管理部 岩見沢出張所
- 空知総合振興局 札幌建設管理部 長沼出張所

## 歴史
- 1954年（昭和29年）3月30日 - 85号として路線認定[2]。
- 1982年（昭和57年）4月1日 - 主要地方道に指定される。
- 1993年（平成5年）5月11日 - 建設省から、道道三笠栗山線が三笠栗山線として主要地方道に指定される[3]。
- 1994年（平成6年）10月1日 - 路線番号を30号に変更[4]。
- 2007年（平成19年）4月6日 - 終点を変更[5]。
終点は従来信号機のない交差点で国道234号と接続していたが、2007年（平成19年）1月7日に道道編入[6]、同年3月13日に栗山町道南大通り（栗山町朝日4丁目78番地先）に十字交差点で接続・供用され[7]、同年4月6日に終点変更認可された。

## 路線状況

### 道路施設
道の駅
- 道の駅三笠（国道12号交点）

## 地理
岩見沢市宝水町通過部分は、かつては田畑の中を縫うように走っており、直角カーブが4箇所にわたって相次いでいたため、線形改良整備を行い、現在は直線化されている。

### 通過する自治体
- 空知総合振興局
  - 三笠市
  - 岩見沢市
  - 夕張郡栗山町

### 交差する道路
三笠市
- 国道12号 - 岡山（起点）
- 北海道道116号岩見沢三笠線 - 岡山
- 北海道道917号岩見沢桂沢線 - 萱野

岩見沢市
- 北海道道960号宝水岩見沢線 - 宝水町
- 北海道道789号上志文四条東線 - 上志文町
- 北海道道38号夕張岩見沢線 - 上志文町
- 北海道道38号夕張岩見沢線 - 志文町
- 北海道道817号茂世丑最上線 - 栗沢町茂世丑

栗山町
- 北海道道749号鳩山継立停車場線 - 鳩山
- 国道234号 - 朝日3丁目（終点）

### 沿線にある施設など
三笠市
- 三笠岡山郵便局
- 三笠市立岡山小学校
- 萱野駅跡
- 三笠市立萱野中学校
- 三笠神社
- 岩見沢市一の沢水源地

岩見沢市
- 雉ヶ森カントリークラブ
- 萩の山市民スキー場
- 上志文駅跡
- 上志文郵便局
- 岩見沢市立メープル小学校
- 茂世丑郵便局

栗山町
- シャトレーゼカントリークラブ札幌